# Csaba Asztalos
Csaba Asztalos – węgierski kierowca wyścigowy i pilot rajdowy.

## Biografia
W latach 70. był pilotem rajdowym. Początkowo pilotował Zoltána Kölcsényia startującego Puchem 500. W 1973 roku został pilotem Frigyesa Turán, który rywalizował Trabantem P601. Załoga uczestniczyła m.in. w mistrzostwach Europy i Pucharze Pokoju i Przyjaźni. W 1979 roku nabył nowy samochód i rozpoczął rywalizację w wyścigach górskich, zdobywając wicemistrzostwo Węgier w klasie 8. W 1980 roku został wcielony do reprezentacji Węgier na zawody wyścigowego Pucharu Pokoju i Przyjaźni. W latach 1980–1981 zdobywał wicemistrzostwo Węgier w Formule Easter. W Pucharze Pokoju i Przyjaźni Asztalos uczestniczył do 1982 roku.

## Wyniki
| Legenda oznaczeń w tabelach wyników Wyświetl szablon na nowej stronie | Legenda oznaczeń w tabelach wyników Wyświetl szablon na nowej stronie                                                                     |
| Oznaczenie                                                            | Wyjaśnienie |
| --------------------------------------------------------------------- | --- |
| Złoty                                                                 | Zwycięzca lub mistrzostwo |
| Srebrny                                                               | 2. miejsce lub wicemistrzostwo |
| Brązowy                                                               | 3. miejsce lub II wicemistrzostwo |
| Zielony                                                               | Ukończył, punktował (w klasyfikacji generalnej, gdy zdobył co najmniej jeden punkt na przestrzeni sezonu, poza trzema powyższymi opcjami) |
| Niebieski                                                             | Ukończył, nie punktował (w klasyfikacji generalnej, gdy nie zdobył co najmniej jednego punktu na przestrzeni sezonu)                      |
| Czerwony                                                              | Nie zakwalifikował się (NZ) |
| Czerwony                                                              | Nie prekwalifikował się (NPK) |
| Różowy                                                                | Nie ukończył (NU) |
| Różowy                                                                | Niesklasyfikowany (NS) (w klasyfikacji generalnej, gdy nie został sklasyfikowany w żadnym wyścigu sezonu)                                 |
| Czarny                                                                | Zdyskwalifikowany (DK) |
| Czarny                                                                | Wykluczony (WYK/EX) |
| Biały                                                                 | Nie wystartował (NW) |
| Biały                                                                 | Kontuzjowany (K/INJ) |
| Biały                                                                 | Wyścig odwołany (OD/C) |
| Bez koloru                                                            | Został wycofany (WYC/WD) |
| Bez koloru                                                            | Nie przybył (NP/DNA) |
| Bez koloru                                                            | Nie brał udziału w treningach (NT/DNP) |
| Bez koloru                                                            | Nie został zgłoszony (–) |
| Pogrubienie                                                           | Start z pole position |
| Kursywa                                                               | Najszybsze okrążenie wyścigu |
| †                                                                     | Nie ukończył, ale jego rezultat został zaliczony ze względu na przejechanie więcej niż 90% dystansu wyścigu.                              |
| *                                                                     | Sezon w trakcie |
| 1/2/3                                                                 | Punktowana pozycja w sprincie kwalifikacyjnym                                                                                             |
| Lista systemów punktacji Formuły 1                                    | |

### Puchar Pokoju i Przyjaźni
| Rok  | Samochód | Silnik | Wyniki w poszczególnych eliminacjach | Wyniki w poszczególnych eliminacjach | Wyniki w poszczególnych eliminacjach | Wyniki w poszczególnych eliminacjach | Wyniki w poszczególnych eliminacjach | Pkt. | Msc. |
| ---- | -------- | ------ | ------------------------------------ | ------------------------------------ | ------------------------------------ | ------------------------------------ | ------------------------------------ | ---- | ---- |
| 1980 |          |        |                                      |                                      | Czechosłowacja                       |                                      |                                      | 56   | 21   |
| 1980 | MT 77    | Łada   | 20                                   | NU                                   | NU                                   | 14                                   | -                                    | 56   | 21   |
| 1981 |          |        | Czechosłowacja                       | Polska                               |                                      |                                      |                                      | 84   | 15   |
| 1981 | MT 77    | Łada   | 18                                   | 15                                   | 18                                   | NU                                   | -                                    | 84   | 15   |
| 1982 |          |        | Polska                               |                                      |                                      | Czechosłowacja                       |                                      | 103  | 18   |
| 1982 | MT 77    | Łada   | 15                                   | 23                                   | 23                                   | NU                                   | 16                                   | 103  | 18   |